# Tu, io e Dupree
Tu, io e Dupree (You, Me and Dupree) è un film commedia romantica prodotto dalla Universal Studios, uscito negli Stati Uniti il 14 luglio 2006. I protagonisti sono Owen Wilson, Matt Dillon e Kate Hudson.
Il film ruota intorno ai due sposini Carl e Molly Peterson che si ritrovano a dover forzatamente convivere con Randolph Dupree, il miglior amico di Carl, che è stato licenziato e ha perso la casa.

## Trama
Carl Peterson e Molly Thompson si sposano con una splendida cerimonia su un isolotto delle Hawaii, organizzata grazie al contributo del ricco padre di Molly. Al ritorno dal viaggio di nozze, Carl incontra il suo amico e testimone di nozze Dupree e scopre che, a causa delle ferie prese per venire al suo matrimonio, ha perso il lavoro ed è stato sfrattato dall'appartamento in cui viveva oltre ad aver perso la macchina. Sentendosi in parte responsabile per la sorte dell'amico lo invita ad andare a vivere da lui, senza però prima consultarsi con sua moglie, che comunque lo accoglie in casa. L'arrivo di Dupree genera una serie di inconvenienti nella vita di coppia mentre Carl è reso nervoso dalle provocazioni ricevute dal padre di Molly, suo capo al lavoro, che non gradisce il loro matrimonio, lo mette a dura prova e lo trattiene fino a tarda sera in ufficio allontanandolo sempre di più da Molly; arriva addirittura ad affidare ad un altro dipendente il progetto che Carl aveva preparato e a proporgli di fare una vasectomia.
Carl e Molly cercano di far innamorare Dupree di Mandy, una bibliotecaria collega di Molly, affinché egli lasci la casa prima possibile ma, durante una serata romantica con Mandy, dà accidentalmente fuoco al salotto e così i due coniugi si ritrovano a doverlo cacciare via. La sera seguente lo ritrovano seduto su una panchina sotto un acquazzone con la sua roba. Impietosita, Molly lo riaccoglie in casa e Carl accetta a condizione che Dupree cambi. Da quel momento infatti Dupree risistema la casa e si rende utile ai suoi coinquilini, diventando particolarmente intimo con Molly e provocando la gelosia di Carl, iniziando a sospettare ci sia qualcosa tra i due e cerca di allontanare l'amico.
Una sera Dupree, nel tentativo di riprendere la sacca con le sue cose da casa di Carl, viene scoperto e Molly decide di invitarlo a cena alla presenza del padre di lei; quest'ultimo entra in simpatia con Dupree, proponendogli di andare a pesca con lui. Tutto ciò, però, provoca la rabbia di Carl, poiché il signor Thompson ha l'abitudine di invitare a pesca chiunque entri in simpatia con lui, cosa che invece non ha mai fatto con il genero, anche se a quest'ultimo non piace. Accecato dalla rabbia e dalla gelosia, Carl scavalca il tavolo e tenta di strangolare Dupree ma viene fermato da Molly e da suo padre, che lo colpisce in testa con un candelabro incitato da Carl stesso.
Carl scappa di casa mentre Dupree viene portato all'ospedale; Dupree e Molly affrontano Bob e poi fanno ritorno a casa. La mattina seguente, Carl non è rientrato a casa, provocando sofferenza in Molly, incerta se provare ancora amore verso il marito. Dupree, allora, corre in sua ricerca insieme ad alcuni bimbi del quartiere; lo trova in un bar intento ad ubriacarsi e lo convince a tornare con Molly, non prima di andare da Bob, dove riesce a dichiarargli il suo odio rinunciando al posto di lavoro; dopodiché torna a casa per scusarsi con Molly, riconciliandosi con lei.
Dupree trova finalmente lavoro come oratore motivazionale mentre i due sposi da quel momento riescono a passare più tempo insieme e Carl viene finalmente accettato dal suocero.

## Accoglienza

### Incassi
A inizio novembre 2006 il film aveva incassato 75.628.110 dollari negli Stati Uniti e 50.485.853 all'estero, per un totale di 126.113.963 dollari, a fronte di un costo di produzione di 54 milioni di dollari.

### Critica
Il film ha ricevuto principalmente critiche negative, sia dal pubblico (sul popolare sito Rotten Tomatoes ha ricevuto un punteggio del 22%) che dai critici professionisti.

## Riconoscimenti
- 2007 - Teen Choice Awards
  - Nomination Miglior attrice in un film commedia a Kate Hudson
- 2006 - Teen Choice Awards
  - Nomination Miglior film commedia estivo
- 2006 - BMI Film & TV Award
  - Miglior colonna sonora a Theodore Shapiro
- 2006 - Alliance of Women Film Journalists
  - EDA Special Mention Award